# Boana albonigra
Boana albonigra é uma espécie de anuro da família Hylidae encontrado na Bolívia. Seus habitats naturais são os matagais e campos tropicais ou subtropicais de alta altitude, rios e regiões de floresta montana. É ameaçado pela Destruição de habitat.